# Haroldstown Dolmen

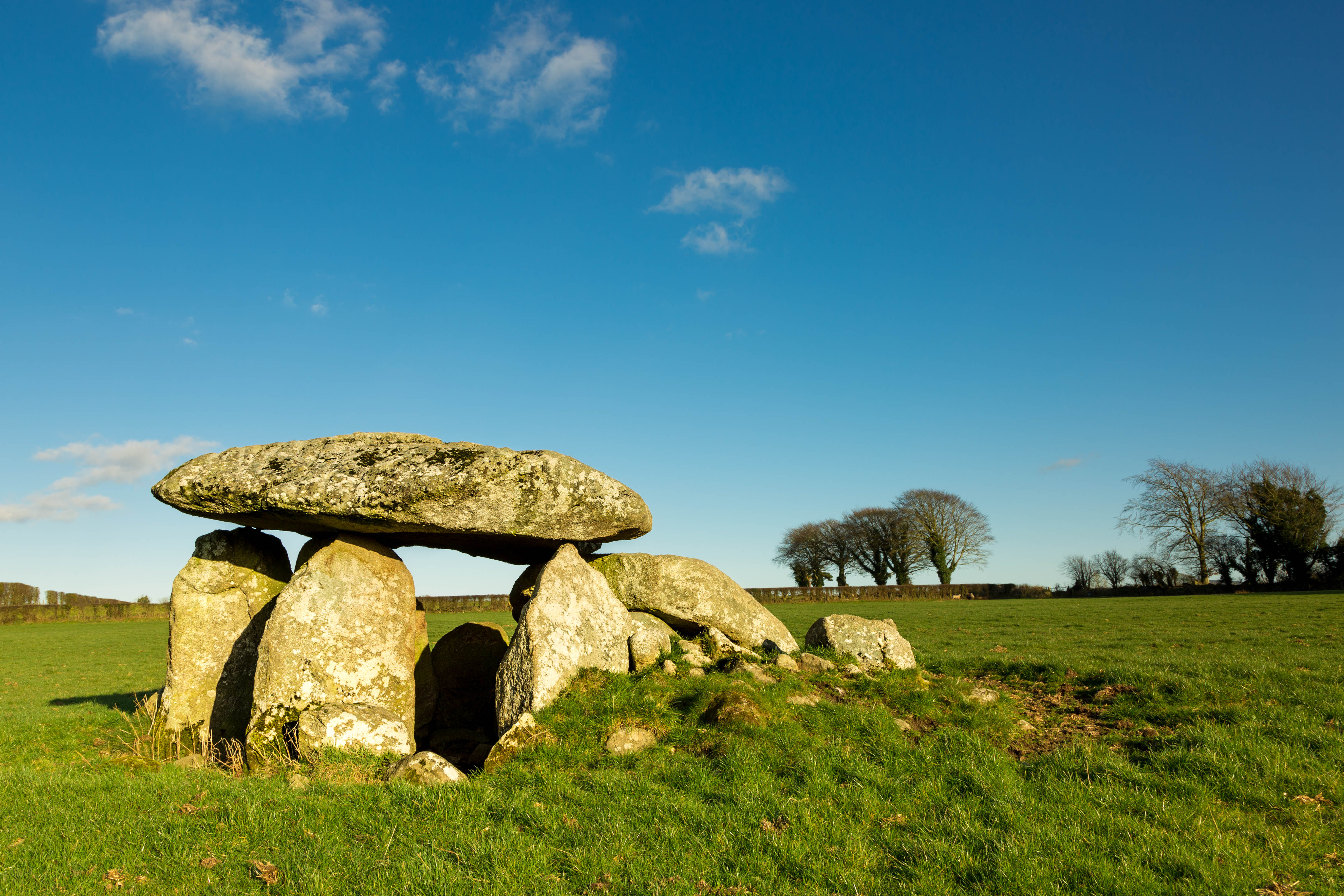
Haroldstown Dolmen

Der Haroldstown Dolmen ist ein Portal Tomb im Townland Haroldstown (irisch Baile Arúil). Er liegt an der Straße von Tullow nach Hacketstown nahe dem Ufer des Dereen River im County Carlow in Irland. Als Portal Tombs werden auf den Britischen Inseln Megalithanlagen bezeichnet, bei denen zwei gleich hohe, aufrecht stehende Steine mit einem Türstein dazwischen, die Vorderseite einer Kammer bilden, die mit einem zum Teil gewaltigen Deckstein bedeckt ist und drei Seinsteine pro Seite hat. Es ist ein irisches National Monument.
Zwei große überlappende Decksteine, der eine 3,7 m der andere 2,8 m lang, wurden von 10 Tragsteinen gestützt, die teilweise umgestürzt sind.

## Beschreibung
Wegen ihrer außergewöhnlichen Größe konnte diese Megalithanlage im 19. Jahrhundert einer Familie als Wohnstätte dienen. Dabei wurde das Innere umgestaltet. Später diente die Anlage dem Vieh als Unterschlupf. Ein Besucher der Megalithen bei Farranmacbride im County Donegal notierte im Jahre 1871: 

„On getting into another cavity, I found two black lambs inside, and in another some pigs, in another calves“.
„Als ich einen anderen Dolmen betrat, fand ich zwei schwarze Lämmer darin, in einem weiteren ein paar Schweine, in einem anderen Kälber.“

Nahe der Verbindungsstraße Carlow–Hacketstown, ungefähr 3 km östlich von Carlow, liegt ein weiteres Portal Tomb, der Browneshill-Dolmen, dessen Deckstein  über 100 Tonnen schwer ist. Er gilt als der schwerste Deckstein eines europäischen Portalgrabs.